# Швальбе, Кирстен
Кирстен Анна Швальбе (род. 10 марта 1914, Струэр) — датская супердолгожительница, возраст которой подтверждён Группой геронтологических исследований (GRG) и Группою LongeviQuest (LQ). С 4 апреля 2024 года стала старейшей жительницей Дании. Её возраст составляет 111 лет 58 дней.

## Биография
Кирстен Швальбе выросла вместе с пятью братьями и сёстрами в небольшом городке Струэр на севере Дании. Бросила школу в 15 лет и сначала работала няней в семье фермеров в Хольстебро. Затем, в середине 1930-х годов, она получила профессию швеи. Работала по этой специальности в различных компаниях до выхода на пенсию в середине 1970-х годов. В 1938 году вышла замуж, и у них с мужем родились три дочери. После окончания Второй мировой войны летом 1945 года она вместе с семьей переехала из Хольстебро в свой родной город Струер, где живёт и по сей день.
Её муж умер в 1981 году, а мать скончалась от тяжелой болезни в возрасте 49 лет. Двое её братьев и сестёр умерли в возрасте около 100 лет. Одна из сестёр умерла в возрасте 103 лет. Швальбе до сих пор живёт в собственном доме и с удовольствием занимается рукоделием. Впервые она выпила пиво Carlsberg только после 70 лет. В возрасте 104 лет из-за проблем с сердцем ей был установлен кардиостимулятор. Её старшая дочь (род. 1939) сейчас живет в доме престарелых. У Швальбе девять внуков, несколько правнуков и один праправнук. Её брат Бертель (род. 1921) сейчас также живет в доме престарелых.

## Рекорды долголетия
- 10 марта 2024 года Швальбе стала супердолгожителем.
- 4 апреля 2024 года, после смерти Карен Ригмор Мориц[2], Кирстен Швальбе стала старейшей жительницей Дании.
- 23 июля 2024 года, после смерти Йенса Петера Вестергаарда[6], стала единственным живущим человеком в Дании, родившимся в 1914 году.
- 16 ноября 2024 года, после смерти 112-летней Агнес Бустрём , она стала старейшим живущим человеком в странах Северной Европы.